# دير رقاد السيدة (الجبال المقدسة)
دير رقاد السيدة في الجبال المقدسة (بالأوكرانية: Свято-Успенська Святогірська Лавра)‏ هو دير مسيحي أرثوذكسي رئيسٌ على الضفة اليمنى الشديدةِ الانحدار لنهر دونتس. يأتي الاسم من "الجبال المقدسة " المحيطة التي تقع في منتزه الجبال المقدسة الوطني، أما رقاد السيدة فهو اسم آخر يصف موت العذراء مريم.

## التاريخ

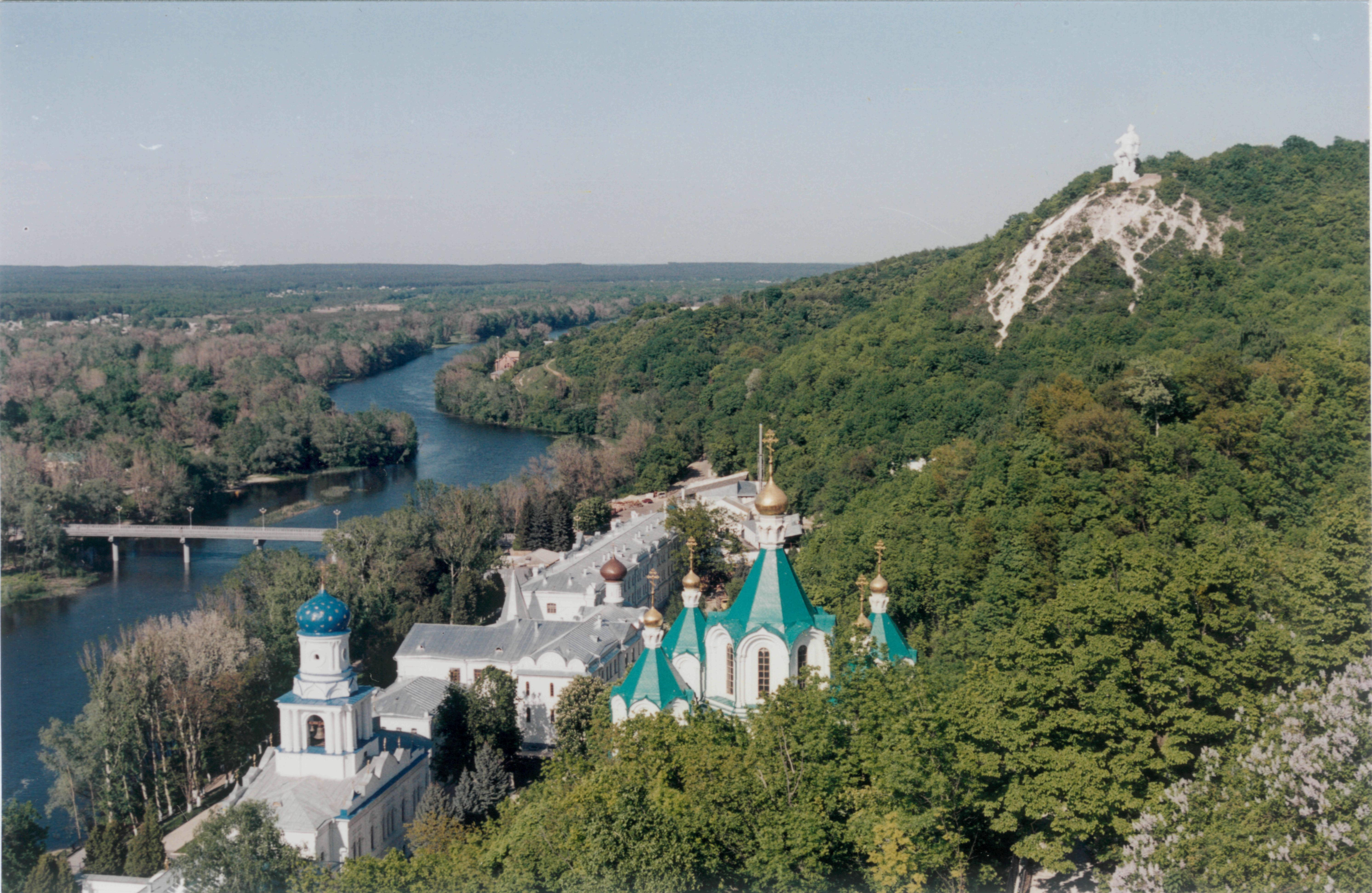
صورة لدير الجبل المقدس من اليسار

أول ذكر مكتوب للدير يعود إلى عام 1627، على الرغم من إشارة سيغزموند فون هيربرشتاين إلى منطقة "الجبال المقدسة" في وقت مبكر من عام 1526. ومن المرجح أن أول الرهبان استقروا في المنطقة في القرن الخامس عشر. في ذلك الوقت كانت مؤسسة رهبانية ثانوية في حقول ويلد التي كان يتعرض لها بشكل منتظم هجمات القرم الغازيين.

أصدر البنك الوطني الأوكراني في 25 أكتوبر 2005 عملته التذكارية المكونة من 10 هريفنا أوكرانية والتي تصور دير الجبل المقدس.

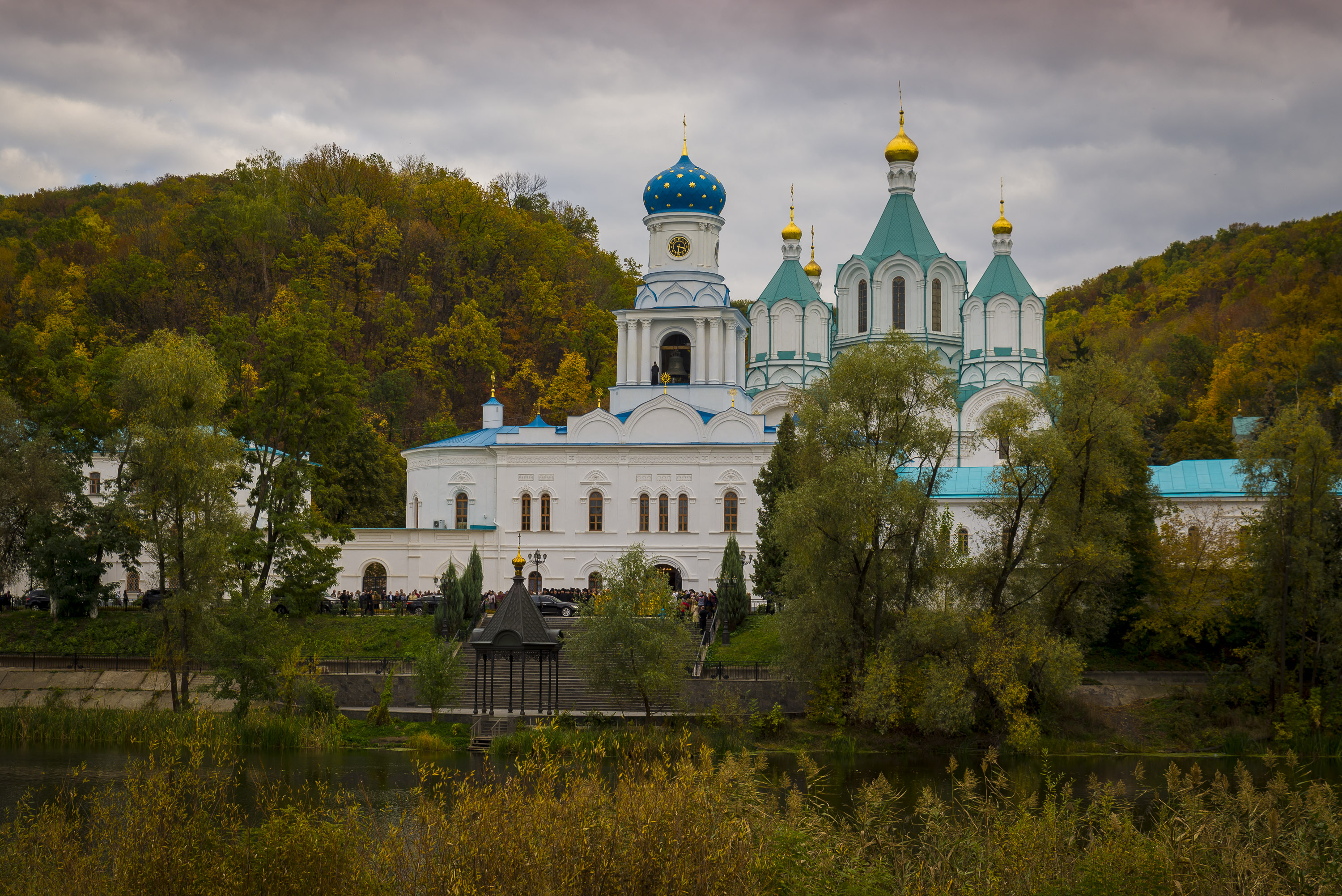
صورة لدير الجبل المقدس من الأمام